# El Salvador en los Juegos Olímpicos de México 1968
El Salvador estuvo representado en los Juegos Olímpicos de México 1968 por un total de 60 deportistas, 52 hombres y 8 mujeres, que compitieron en 7 deportes.
El portador de la bandera en la ceremonia de apertura fue el nadador Salvador Vilanova. El equipo olímpico salvadoreño no obtuvo ninguna medalla en estos Juegos.